# Jules Diaz de Soria
Mardochée Jules Diaz de Soria (1843-1919) est un négociant d'une maison de vin de Bordeaux et un baryton français amateur. Il est aussi connu, à son époque, que s'il était un musicien professionnel, qu'il aurait bien pu être s'il avait choisi d'abandonner le commerce pour la musique. Il a choisi de combiner les deux.

## Biographie
Jules Diaz de Soria est né à Bordeaux le 28 avril 1843, de parents juifs espagnols. Ses capacités musicales se manifestent tôt et à 13 ans il chante déjà des solos.
Il parcourt la plus grande partie de l'Europe et produit partout le même effet par la beauté singulière de sa voix et le goût et le tact exquis avec lesquels il la gère. A Rome, Venise, Vienne, Paris, Saint-Pétersbourg et Athènes, où il a contribué à la fondation du Conservatoire et dans d'autres villes, il est connu dans les milieux musicaux (mais est aussi est l'ami du peintre Ernest Hébert). Il visite Londres en 1867 et 1872, où il se fait de nombreux amis. Gounod, Félicien David, Jules Massenet, Jules Lenepveu, Fauré et d'autres ont écrit spécialement des pièces pour lui et ses interprétations des chansons de Schubert et Schumann méritent tous les éloges. Il est également apparu sur les planches à Paris et à Nice avec succès. Sa voix est celle d'un baryton léger ou baryton Martin.
Il avait reçu la décoration d'officier d'Académie.

## Vie privée et famille
Il meurt le 14 mars 1919 à Paris 8e.
Son épouse, Marie-Lucie Latargerie, décède quelques mois plus tard, en août 1919. Leur fille, Isabelle Diaz de Soria, épouse à Paris (8e) le 9 mai 1898 Alphonse Franck, directeur de théâtre.
Jules Diaz de Soria avait pour frère aîné Jacob-Frédéric Diaz de Soria (1841-1919), négociant, qui épousa Ida-Amélie Alphandéry, dont il eut plusieurs fils, neveux de Jules :
- Guido Salomon Diaz de Soria, hommes de lettres, auteur de La première leçon (Librairie Paul Ollendorff, 1903), "essai sur des caractères de province [qui] ne connut qu’un faible tirage", mais ne l'empêcha pas de continuer à écrire des articles et prononcer des conférences. En 1905 il devint directeur du journal satirique La Vie Parisienne. En 1914, âgé de 36 ans, de santé fragile et ayant été dispensé de service militaire, il s’engage dans l'infanterie, est promu sergent puis adjudant, est grièvement blessé le 11 août 1916 devant Maurepas. Il meurt des suites de ses blessures le 28 août. Médaillé militaire, il fut décoré de la Croix de guerre avec la citation suivante : « Excellent chef de section, a montré en toutes circonstances un courage et une valeur morale au-dessus de tout éloge ».
- Olivier Zabulon Diaz de Soria (Bordeaux, 1883-Toulon, 1970), capitaine de vaisseau, commandeur de la Légion d’honneur.
- Robert Adolphe Mardochée Diaz de Soria (Bordeaux, 1886-Paris, 15e, 1971), artiste peintre.

## Répertoire
- Charles Gounod : Barcarola, duo vocal pour soprano, baryton et piano, 1873[7].
- Charles Lefebvre : La première larme (Paradis perdu), 1873[8].
- Eugène Wintzweiller[note 1] : Nina, 1874[9].
- Eugène Wintzweiller : Chanson du fou, 1874[10].
- Eugène Wintzweiller : Joli papillon, 1874[11].
- Paul Lacôme : Que dites-vous mignonne, mélodie, 1877[12].
- William Chaumet[note 2]: Dante au tombeau de Béatrice, 1877[13].
- Jules Massenet : Les Fleurs, duo, 1894.
- Francesco Paolo Tosti : La Sérénade , 1888[14]